# Scemo di guerra
Scemo di guerra è un film del 1985 diretto da Dino Risi.

## Trama
Il sottotenente medico Marcello Lupi, dotato di una grande umanità e buon senso comune, alla fine del 1940 viene assegnato ad una sezione sanitaria installata vicino all'oasi di Sorman (Libia) e comandata dal maggiore Bellucci; quest'ultimo, innamoratissimo della giovane moglie, fa di tutto per essere trasferito in patria. Ma l'ufficio medico non può rimanere senza una guida: l'uomo col grado più alto è il comandante Oscar Pilli, il quale però è afflitto da gravi disturbi mentali precedenti e indotti. Marcello resta subito colpito dalla personalità psicopatica di quell'uomo puerile e arrogante, vulnerabile e contraddittorio, irriso e isolato tra gli stessi militari.
Dopo qualche tempo, Bellucci riesce a tornare in Italia ed il potere nell'accampamento passa a Pilli, il quale si rende inviso a tutti i commilitoni per le sue stranezze e il suo atteggiamento dispotico: per esempio, fa compiere 40 giri di campo a Lupi per punirlo di aver visitato una donna senza permesso (ma il sottotenente crollerà al 28°).
Lupi comprende il disagio e il conseguente pericolo per tutti e allora, insieme ai suoi colleghi Pintus, Cerioni, Nitti e Boda, scrive una lettera anonima al comando generale dell'esercito in cui chiede la rimozione di Pilli per manifesta instabilità psichica. Viene allora inviato nel campo il Colonnello della psichiatria Morelli che, accompagnato dal capitano Rossi, visita Pilli trovandolo assolutamente inidoneo al ruolo assegnatogli; tuttavia, a Marcello scappa di dire che Oscar è amico del maresciallo d'Italia Rodolfo Graziani, per cui il comandante viene graziato: a questo punto, il sottotenente nulla può fare di fronte a una trama di protezioni altolocate e d'interessi meschini, che valorizzano più le gerarchie e le formalità burocratiche piuttosto che le persone in una situazione così al limite come in una guerra.
Non a caso, se le loro strade si dividono, finiscono poi per ritrovarsi quando Pilli, promosso maggiore, viene posto a capo di un avamposto con gli alleati tedeschi in lotta contro gli inglesi, dove già si trovava il tenente Lupi, nel frattempo promosso. Pilli dimostra di non essere affatto rinsavito e di aver molto probabilmente pianificato la sua dipartita allorquando, nel confidare a Lupi di aver già fatto testamento, invece di capire la situazione (gli  italiani si trovavano male in arnese e in ritirata), decide di affrontare da solo gli inglesi con una bomba in mano, nonostante i tentativi di Lupi di farlo desistere. Il comandante tedesco, temendo una reazione dei nemici, fa uccidere Pilli da un cecchino. Il film si conclude con la sepoltura di Pilli e con le truppe italiane e tedesche che cantano la canzone Mamma, in ossequio alle ultime volontà del maggiore.

## Produzione
Il film, ispirato ai diari di Mario Tobino Il deserto della Libia (dai quali una ventina d'anni dopo Mario Monicelli trarrà il suo ultimo film, Le rose del deserto), è ambientato durante la seconda guerra mondiale, fra le truppe italiane di stanza in Africa settentrionale.
Le riprese si sarebbero dovute effettuare in Libia, paese in cui è ambientato, ma il governo libico, all'epoca ancora sotto la guida di Gheddafi, non le autorizzò. Risi scelse così la Tunisia, precisamente la regione dello Sfax, dove le riprese furono effettuate dal giugno all'agosto del 1984.

## Distribuzione
Uscì nelle sale francesi nel maggio 1985 e in quelle italiane a novembre. Venne presentato al Festival di Cannes dello stesso anno.

### Titoli alternativi
- Le fou de guerre (Francia)
- Madman at War (titolo inglese della distribuzione internazionale)